# وليام أ. هاسيلتين
وليام أ. هاسيلتين (من مواليد 17 أكتوبر 1944) عالم ورجل أعمال ومؤلف ومطور أمريكي. وهو معروف بعمله الرائد في مجال فيروس نقص المناعة البشرية / الإيدز والجينوم البشري. كان هاسيلتين أستاذًا في كلية الطب بجامعة هارفارد حيث أسس قسمين بحثيين حول السرطان وفيروس نقص المناعة البشرية / الإيدز. هاسيلتين هو مؤسس العديد من شركات التكنولوجيا الحيوية بما في ذلك كامبريدج للعلوم الحيوية ومعهد ذا فيروس للأبحاث وبروسكريبس وليوكوسايت ودندريون وديميتريكس وإكس-فاكس. كان رئيس مجلس الإدارة المؤسس والرئيس التنفيذي لشركة Human Genome Sciences أو شركة علوم الجينوم البشري، وهي شركة رائدة في تطبيق علم الجينوم على اكتشاف الأدوية. وهو رئيس مؤسسة هاسيلتين للعلوم والفنون ومؤسس ورئيس مجلس إدارة ورئيس منظمة أكسيس الصحية العالمية ACCESS Health International، وهي منظمة غير ربحية مكرسة لتحسين الوصول إلى خدمات صحية عالية الجودة في جميع أنحاء العالم. أدرجته مجلة تايم كواحد من أكثر 25 رجل أعمال نفوذًا في العالم في عام 2001 وواحد من أكثر 100 شخصية نفوذًا في مجال التكنولوجيا الحيوية من قبل ساينتيفيك أميريكان Scientific American في عام 2015.

## النشأة والتعليم
كرّس هاسيلتين حياته المهنية لتحسين صحة الإنسان. ولد لعائلة علمية. كان جده مهندسًا، وكان والده دكتورًا بالفيزياء. نشأ في محطة اختبار الذخائر البحرية في بحيرة الصين في صحراء موهافي بكاليفورنيا، وكان محاطًا بعلماء ومهندسين أسلحة. حصلت أخته الكبرى فلورنس على درجة الدكتوراه. في الفيزياء الحيوية ودكتوراه في الطب، وشقيقه الأصغر إريك حاصل على دكتوراه في علم الأعصاب. أصبحت أخته الصغرى سوزان متخصصة في أنظمة الكمبيوتر. وصفت حياته المبكرة في كتاب رابتشر بقلم براين أليكسندر وكتاب جين ماسترز بقلم إنغرد وينكلغرين.
تخرج هاسيلتين من مدرسة شيرمان إي بوروس الثانوية في عام 1962. وحصل على بكالوريوس في الكيمياء من جامعة كاليفورنيا، بيركلي عام 1966 وعلى درجة الدكتوراه. في الفيزياء الحيوية من جامعة هارفارد عام 1973.

## التدريب في مجال البحوث الطبية الحيوية
بصفته طالبًا جامعيًا لما قبل الطب متخصصًا في الكيمياء، نشر ورقتين علميتين، واحدة عن تكوين الغلاف الجوي للمريخ في العلوم والثانية حول استخدام أشعة الليزر المشحونة بالنظائر للتواصل مع الفضاء الخارجي في رسائل الفيزياء التطبيقية. انتخب في جمعية فاي بيتا كابا في سنته الأولى وتخرج على رأس فصله. بعد التخرج قرر أن يتعلم الكثير عن العلوم قدر الإمكان من أجل إيجاد طرق جديدة لعلاج الأمراض وعلاجها.
في جامعة هارفارد، عمل تحت إشراف جيمس د. واتسون، المكتشف المشارك لبنية الحمض النووي، ووالتر جيلبرت، الذي حصل لاحقًا على جائزة نوبل لتطوير طريقة لتحديد تسلسل الحمض النووي. منحه العمل في هذا المختبر أساسًا ممتازًا في أدوات ما كان يُعرف آنذاك بالمجال الجديد للبيولوجيا الجزيئية. كطالب دراسات عليا عمل على الجوانب الأساسية لتنظيم التعبير عن الجينات. وأوضح الوسائل التي تشير بها البكتيريا إلى التحول من النمو عندما يكون الطعام وفيرًا إلى الصيانة عندما يكون الطعام نادرًا، وموضوع أطروحة الدكتوراه الخاصة به بعنوان Magic Spot والاستجابة الصارمة.
خلال دراساته العليا، كان هاسيلتين نشطًا أيضًا في معارضته للحرب في فيتنام. كتب العديد من المقالات حول استخدام التكنولوجيا في حرب فيتنام وكسر قصة "Agent Orange Defoliation"، في مقالة غلاف في نيو ريبابليك. عمل مع لجنة خدمة الأصدقاء الأمريكية لإنشاء مركز موارد لأولئك الذين يرغبون في فهم مشاركة مجتمعاتهم في الحرب وألقى محاضرات ضد الحرب في جميع أنحاء البلاد لعدة سنوات. كان مؤسس حركة العلم للناس.
في عام 1973، انضم هاسيلتين إلى مختبر ديفيد بالتيمور في معهد ماساتشوستس للتكنولوجيا كزميل ما بعد الدكتوراه. هناك بدأ العمل على الجوانب الأساسية لكيفية تكاثر الفيروسات القهقرية المعروفة بأنها تسبب السرطان في الحيوانات. قدم عمله، بالتعاون مع العديد من العلماء الآخرين، رؤى غير متوقعة في عملية تكرار الفيروسات القهقرية واعترف به على أنه مبتكر في النشر في المجلات العلمية الرائدة. أعده هذا العمل للبحث في الأمراض البشرية والفيروسات القهقرية، وكلاهما مهم في وقت لاحق من حياته المهنية.
أوقف دراساته لما بعد الدكتوراه في معهد ماساتشوستس للتكنولوجيا لفترة وجيزة صيف عام 1973 للعمل كأستاذ زائر في كلية الصحة والعلوم الطبية بجامعة كوبنهاغن، حيث واصل عمله في تنظيم التعبير الجيني في البكتيريا.

## أبحاث السرطان
في عام 1976، انضم إلى هيئة التدريس في مركز السرطان الشامل الجديد، معهد دانا فاربر للسرطان التابع لكلية الطب بجامعة هارفارد. أصبح أستاذًا في قسم علم الأمراض بكلية الطب بجامعة هارفارد وبعد ذلك بوقت قصير أستاذًا في قسم بيولوجيا السرطان بكلية هارفارد للصحة العامة. أسس ما يعادل قسمين أكاديميين: مختبر علم الأدوية البيوكيميائي المخصص للعمل على أسباب السرطان وعلاجه، وقسم أمراض الفيروسات القهقرية البشرية، المخصص لفيروس نقص المناعة البشرية / الإيدز وفهمه وإيجاد علاجات له. كأستاذ نشر أكثر من مئتي مقالة بحثية في مجلات علمية رائدة وحرر العديد من الكتب. لقد قام بتوجيه العشرات من طلاب الدراسات العليا وزملاء ما بعد الدكتوراه، وكثير منهم ذهب إلى وظائف ناجحة خاصة بهم في جامعة هارفارد وأماكن أخرى. قام بتدريس دورات المستوى المتقدم في بيولوجيا السرطان وفيروس نقص المناعة البشرية / الإيدز لطلاب الدراسات العليا والطب. لسنوات عديدة قام بتدريس مقرر علم الأحياء والقضايا الاجتماعية للطلاب الجامعيين من غير العلوم بجامعة هارفارد وكان مدرسًا ومستشارًا لأطروحة لعدة أجيال من طلاب الكيمياء الحيوية الجامعيين في جامعة هارفارد.
استمر في التركيز على الفيروس القهقرية في أبحاثه المبكرة كأستاذ بجامعة هارفارد. أدى هذا البحث إلى رؤى أساسية بما في ذلك القفز من طرف إلى طرف للنسخة الأولية من الجينوم. ثم بدأ بالتركيز على مسألتين مرتبطتين: كيف تحفز الفيروسات القهقرية السرطان في الحيوانات، وما إذا كانت الفيروسات القهقرية تسبب السرطان وأمراض أخرى لدى البشر أم لا. اكتشف مختبره أن المحدد الرئيسي لقدرة الفيروسات القهقرية، تلك التي لا تحمل الجينات الورمية، على التسبب في السرطان هو قدرتها على التكاثر السريع في الخلايا التي تنمو نفسها بسرعة. يسمح هذا للفيروس القهقري بزرع الجين الورمي الخلوي في مكان قريب. كان التأثير الآخر لعلم هذا العمل هو اكتشاف أن العناصر الجينية الصغيرة في بداية موقع بدء النسخ، والتي تسمى الآن المعززات، تحدد معدل نسخ الجينات إلى الحمض النووي الريبي. قدم هذا الاكتشاف نظرة ثاقبة رئيسية للعوامل التي تميز نوع خلية عن آخر.
في عام 1978، واستجابة لاحتياجات الأطباء الذين يعالجون السرطان، بدأ هاسيلتين التركيز على تحسين العلاج الكيميائي من خلال تعميق فهم كيفية عمل الأدوية والإشعاع المستخدمة في علاج السرطان بالفعل. تقتل العديد من العلاجات المضادة للسرطان الخلايا السرطانية سريعة النمو عن طريق إتلاف الحمض النووي. كان مختبر هاسيلتين من أوائل من طبق التقنيات الجديدة لتسلسل الحمض النووي لفهم تلف الحمض النووي وإصلاحه. أدت هذه الدراسات إلى إلقاء نظرة أعمق على عمل العديد من العلاجات المضادة للسرطان وشكلت الأساس لإنشاء قسم علم الأدوية الكيميائي الحيوي. وقد ساهمت الاكتشافات في تصميم أساليب جديدة لعلاج سرطان الرأس والرقبة من قبل رئيس معهد دانا فاربر للسرطان، إميل فري. في النهاية نجح الفريق بقيادة الدكتور فراي في زيادة معدل البقاء على قيد الحياة لمدة 5 سنوات للمرضى المصابين بسرطان الرأس والعنق إلى 80% من 20%. كان للقسم أيضًا مهمة تدريب جيل جديد من الأطباء / العلماء المتخصصين في علم الأدوية السرطاني.
قام المختبر بتوسيع نطاق هذا العمل لدراسة العملية التي تسبب بها المواد الكيميائية المسببة للسرطان والإشعاع تغييرات في الحمض النووي التي يمكن أن تؤدي إلى السرطان. كشف العمل عن شكل جديد وغير متوقع من تلف الحمض النووي الناجم عن الشمس، يسمى آفة 6-4، وهو المسؤول عن معظم الطفرات في الجلد المعرض للشمس والتي تسبب السرطان بما في ذلك الورم الميلانيني.